# Ідентичність і демократія (партія)
Па́ртія «Ідентичність і демократія» (Партія ІД) (англ. Identity and Democracy Party (ID Party), фр. Identité et démocratie Parti) — ультраправа європейська політична партія. Створена 2014 року. Раніше відома як «Рух за Європу націй і свобод» (MENF) — це альянс ультраправих європейських політичних партій, заснований 2014 року. Партія організовує націоналістичні, популістські та євроскептичні рухи в усій Європі. Її фракцією в Європейському парламенті була «Європа націй і свобод», яку 2019 року було змінено на «Ідентичність і демократія».